# Кортебер
Кортебер (фр. Cortébert) — громада  в Швейцарії в кантоні Берн, адміністративний округ Бернська Юра.

## Географія
Громада розташована на відстані близько 38 км на північний захід від Берна.
Кортебер має площу 14,8 км², з яких на 3,1% дозволяється будівництво (житлове та будівництво доріг), 49,2% використовуються в сільськогосподарських цілях, 47,6% зайнято лісами, 0,1% не є продуктивними (річки, льодовики або гори).

## Демографія
2019 року в громаді мешкало 688 осіб (-2,1% порівняно з 2010 роком), іноземців було 15%. Густота населення становила 47 осіб/км².
За віковим діапазоном населення розподілялося таким чином: 21,1% — особи молодші 20 років, 58,1% — особи у віці 20—64 років, 20,8% — особи у віці 65 років та старші. Було 306 помешкань (у середньому 2,2 особи в помешканні).
Із загальної кількості 251 працюючого 54 було зайнятих в первинному секторі, 66 — в обробній промисловості, 131 — в галузі послуг.